# 沈琮 (正統戊辰進士)
沈琮（1420年—1503年），字廷器，直隸武進縣人，南京旗手衛官籍。明朝政治人物。進士出身。

## 生平
正統九年（1444年）甲子科應天府鄉試第八名。正統十三年（1448年）戊辰科進士，授監察御史，初督理浙江銀鑛，後改巡按兩廣，以父喪歸。天順改元，擔任四川按察司僉事，晉副使致仕，卒年八十四。

## 家族
曾祖父沈福。祖父沈庸，曾任旗手衛百戶。父亲沈旺。
有子沈九思。